# Portada/article abril 19

## Uruguai
L'Uruguai, oficialment la República Oriental de l'Uruguai, és un Estat sobirà d'Amèrica del Sud situat entre el Brasil i l'Argentina. Limita al sud-est amb l'oceà Atlàntic, al nord-est amb l'estat brasiler de Rio Grande do Sul, al nord-oest amb la província argentina d'Entre Ríos i a l'oest amb el Riu de la Plata. Té una superfície d'uns 176.220 km², dels quals el 75% són prats i el 25%, boscos. És el segon estat independent més petit de Sud-amèrica, després de Surinam, i el catorzè més gran d'un total de 36 països i territoris americans. La seva població és d'uns 3.510.386 habitants, i la capital i ciutat més gran és Montevideo.
Segons les Nacions Unides és el país de Llatinoamèrica amb el nivell d'alfabetització més alt, i és el tercer país de Llatinoamèrica (després de l'Argentina i de Xile) que té el major Índex de Desenvolupament Humà (IDH).